# Institut für Freizeitanalysen
Das Institut für Freizeitanalysen GmbH (IFF) ist ein deutsches Unternehmen mit Sitz in Bochum, das veranstalterübergreifend touristische Angebote und Angebotsmerkmale erfasst, standardisiert und diese für Beratungs- und Verkaufslösungen in der Touristik zur Verfügung stellt.
Das Unternehmen ist eine Tochter der TravelTainment GmbH mit Sitz in Würselen, in Deutschland größte Anbieterin von IBE-Software. Das Unternehmen bietet die vertriebsunterstützenden Applikationen für Reisebüros „Bistro“, „BistroStar“ und „BistroPortal“ an. „Bistro“ ist mit ca. 8.000 Nutzern marktführend in Deutschland und Österreich.

## IFF-Codes
Die von TravelTainment/IFF angebotene Schnittstelle „IFF-Export“ ermöglicht mittels übergreifender Schlüsselnummern („IFF-Keys“ bzw. „IFF-Codes“) zahlreichen Kunden die Nutzung einer umfassenden Tourismusdatenbank (branchenintern bekannt als „IFF-Daten“) für eigene Systeme (zum Beispiel Reiseportale mit optionalem Anschluss an die Amadeus-/TravelTainment-IBE). Die IFF-Codes sind in der Tourismusbranche inzwischen weit verbreitet, um touristische Ressourcen (wie zum Beispiel Hotels) eindeutig zu identifizieren. Ihnen kommt dabei eine ähnliche Rolle zu wie den ISBN in der Verlagsbranche. Anders als für letztere gibt es für IFF-Codes im Speziellen wie für die Identifikation von Tourismusressourcen im Allgemeinen aber derzeit keine Normung oder Regulierung durch eine Normungsorganisation.